# Ádria Santos
Ádria Rocha Santos ORB • CavMM (Nanuque, 11 de agosto de 1974) é uma atleta velocista brasileira de classe T11. Especializada nas corridas de 100 metros rasos, 200 metros rasos e 400 metros rasos. De acordo com o Comitê Paralímpico Brasileiro é a maior medalhista feminina paralímpica do Brasil (tetracampeã).

## Biografia

### Vida pessoal
Ádria Santos nasceu em 11 de agosto de 1974 na cidade mineira de Nanuque (Minas Gerais).
Ádria reside e treina na cidade de Joinville, no estado de Santa Catarina e, tem uma filha, Bárbara, que nasceu em 1989 sendo mãe com 15 anos de idade e, por causa da filha — e mais tarde da cegueira — precisou de apoio de familiares e amigos para superar as dificuldades da vida. Esta teve perda degenerativa da visão, até adquirir ceguera total em 1994, devido à retinose pigmentar e astigmatismo congênito.
Casou-se com Luíz Rafael Krub.

### 1987-1999
Começou a carreira de velocista em 1987, aos 13 anos de idade, no Instituto São Rafael, uma escola especial para deficientes visuais em Belo Horizonte.
Em 1988, fez a primeira participação nos Jogos Paralímpicos de Seul, onde já conquistou medalhas no 100m e 400m iniciando uma série de participações olímpicas.
Participou das Jogos Paralímpicos de Verão de 1992, em Barcelona, na Espanha, onde recebeu a medalha de ouro pela prova de 100m.
Em 1994, disputou o campeonato mundial na Alemanha, obtendo medalhas de bronze nos 200 e 400 metros rasos.
Nos Jogos Paralímpicos de Verão de 1996, em Atlanta, Estados Unidos, ganhou medalhas de prata nos 100, 200 e 400m.
Nos Jogos Parapan-Americanos de 1999, na Cidade do México, no México, ganhou ouro nos 100, 200 e 400m.

### 2000-2006
Nos Jogos Paralímpicos de Verão de 2000, em Sydney, Austrália, ganhou ouro nos 100 metros e 200 metros, e ganhou prata nos 400 metros, sendo considerada a melhor para-atleta velocista do mundo naquele ano.
Em 2001, no campeonato mundial no Canadá, ganhou medalha de ouro nos 200 metros rasos.
Em 2002, no campeonato mundial na França, ganhou medalhas de prata nos 100 e 200 metros rasos.
Em 2003, no campeonato mundial organizado pela International Blind Sports Federation (IBSA), no Canadá, ganhou medalhas de ouro nos 100 e 200 metros rasos, e bronze nos 400 metros rasos. No mesmo ano, participou do Mundial de Atletismo da Internactional Association of Atlhetics Federations (IAAF), na França, conquistando o ouro nos 200m para cegos e deficientes visuais, com o tempo total de prova de 25min22s.
Nos Jogos Parapan-Americanos de 2003, em Mar del Plata, na Argentina, ganhou medalha de ouro nos 100 metros rasos, medalha de prata nos 200 metros rasos.
Teve mais bons resultados nos Jogos Paralímpicos de Verão de 2004, em Atenas, na Grécia.
Em 2005, participou da Copa do Mundo Paralímpica, na Inglaterra, ganhando medalha de prata nos 200m. No mesmo ano ganhou ouro nos 200m, no Mundial da IAAF de Helsinque, na Finlândia.
Em março e abril de 2006, foi respectivamente condecorada pelo vice-presidente José Alencar com a Ordem do Mérito Militar no grau de Cavaleira especial, e pelo presidente Luiz Inácio Lula da Silva com a Ordem de Rio Branco no grau de Oficial suplementar.

### 2007-2014
Ádria nos Jogos Parapan-Americanos de 2007, na cidade brasileira do Rio de Janeiro (Rio de Janeiro), ganhou medalha de prata nos 200 metros rasos e nos 800 metros. Esta foi subprefeita da Vila Paralímpica e também esteve no revezamento da tocha quando passou na cidade brasileira de Joinville (Santa Catarina). Na cerimônia de abertura desta paralimpíada repassou a chama para Clodoaldo Silva, que acendeu a pira.
Participou também dos Jogos Paralímpicos de Verão de 2008, na cidade chinesa de Pequim (China), ganhando bronze nos 100m classe T11 (atletas com deficiência visual total que correm com atleta-guia). Sendo a última das 13 medalhas conquistada pela atleta, que está registrada na história do esporte brasileiro como a maior medalhista paraolímpica feminina.
Por conta de lesão no menisco (região do joelho) não pôde participar dos Jogos Parapan-Americanos de 2011, no entanto, foi convidada para ser uma das atletas a carregar a tocha olímpica dos jogos em Londres em 2012.
Em 2014 anunciou sua aposentadoria dos esportes, após participar da 10ª edição dos Jogos Nacionais do SESI, na cidade brasileira de Belém (Pará).

### 2018-2021
Em 2018, voltou a disputar, competindo em provas de fundo e campo.
Em 2021, Ádria Santos foi convidada pelo Grupo Globo para ser comentarista dos Jogos Paralímpicos de Tóquio. Ela também foi homenageada e teve seu rosto estampado em bandeiras do grupo de torcedores Movimento Verde Amarelo, ao lado de outros nomes marcantes do esporte olímpico, no embarque da delegação brasileira para Tóquio.

### Carreira como um todo
Ao longo da carreira, Ádria acumulou 13 medalhas em Jogos Paralímpicos, sendo quatro de ouro e oito de prata e uma de bronze. Soma-se a esse feito cerca de 73 medalhas em provas internacionais e 542 medalhas em provas nacionais na sua classe, incluindo o tricampeonato pela IAAF (Federação internacional de Atletismo Amador). Disputou a maior parte das provas na classe T11.
Nos treinos diários e nas competições oficiais, Ádria é auxiliada pelo seu treinador e guia Luíz Rafael Krub. Além dele, já teve como guia Gerson Knittel e Jorge Luís. Foi apoiada financeiramente pelo programa Bolsa Atleta.

## Conquistas
| Ano                                                          | Modalidade                                                   | Medalha                                                      | Torneio                                                      | Ref         |
| ------------------------------------------------------------ | ------------------------------------------------------------ | ------------------------------------------------------------ | ------------------------------------------------------------ | ----------- |
| 2008                                                         | 100m                                                         | bronze                                                       | Jogos Paralímpicos em Pequim 2008                            | [ 8 ] [ 9 ] |
| 2007                                                         | 200m e 400m                                                  | prata                                                        | Jogos Parapan-americanos Brasil 2007                         | [ 8 ]       |
| 2006                                                         | 100 m                                                        | ouro                                                         | PC Athletics World Championships Assen 2006                  | [ 9 ]       |
| 2006                                                         | 200 m                                                        | bronze                                                       | PC Athletics World Championships Assen 2006                  | [ 9 ]       |
| 2004                                                         | 100m                                                         | ouro                                                         | Jogos Paralímpicos Atenas 2004                               | [ 9 ]       |
| 2004                                                         | 200m e 400m                                                  | prata                                                        | Jogos Paralímpicos Atenas 2004                               | [ 9 ]       |
| 2003                                                         | 100m, 200m e 400m                                            | ouro                                                         | Mundial do Canadá 2003                                       | [ 8 ]       |
| 2003                                                         | 200m                                                         | ouro                                                         | Mundial da França 2003                                       | [ 8 ]       |
| 2003                                                         | 200m                                                         | prata                                                        | Jogos Parapan-americanos Argentina 2003                      | [ 8 ]       |
| 2002                                                         | 100m e 200m                                                  | prata                                                        | Mundial da França 2002                                       | [ 8 ] [ 9 ] |
| 2000                                                         | 200m                                                         | ouro                                                         | Jogos Paralímpicos Sydney 2000                               | [ 8 ] [ 9 ] |
| 2000                                                         | 400m                                                         | prata                                                        | Jogos Paralímpicos Sydney 2000                               | [ 8 ] [ 9 ] |
| 1999                                                         | 100m, 200m e 400m                                            | ouro                                                         | Jogos Parapan-americanos México 1999                         | [ 8 ]       |
| 1996                                                         | 100m, 200m e 400m                                            | prata                                                        | Jogos Paralímpicos Atlanta 1996                              | [ 8 ] [ 9 ] |
| 1994                                                         | 200m e 400m                                                  | bronze                                                       | Mundial da Alemanha 1994                                     | [ 8 ]       |
| 1992                                                         | 100m                                                         | ouro                                                         | Jogos Paralímpicos Barcelona 1992                            | [ 8 ] [ 9 ] |
| 1988                                                         | 100m e 400m                                                  | prata                                                        | Jogos Paralímpicos Seul 1988                                 | [ 8 ] [ 9 ] |
| Resumo                                                       |                                                              |                                                              |                                                              |             |
| 8 medalhas de ouro 15 medalhas de prata 2 medalhas de bronze | 8 medalhas de ouro 15 medalhas de prata 2 medalhas de bronze | 8 medalhas de ouro 15 medalhas de prata 2 medalhas de bronze | 8 medalhas de ouro 15 medalhas de prata 2 medalhas de bronze | [ 8 ]       |

## Instituto Ádria Santos
Ádria comanda o Instituto Ádria Santos, atuante na cidade brasileira de Joinville (Santa Catarina), que oferece aulas de atletismo para crianças de 6 a 12 anos, com e sem deficiência, de maneira gratuita. Há planos de aumentar a atuação do instituto, incluindo aulas de reforço de matemática e português e ter apoio de psicóloga e nutricionista.